# Билютайское сельское поселение
Се́льское поселе́ние «Билютайское» (бур. Бүлюутын hомон) — муниципальное образование в Бичурском районе Бурятии Российской Федерации.
Административный центр — село Билютай.

## История
Статус и границы сельского поселения установлены Законом Республики Бурятия от 31 декабря 2004 года № 985-III «Об установлении границ, образовании и наделении статусом муниципальных образований в Республике Бурятия»

## Население
| 2002 | 2011 | 2012 | 2013 | 2014 | 2015 | 2016 |
| ---- | ---- | ---- | ---- | ---- | ---- | ---- |
| 546  | ↘506 | ↘489 | ↘480 | ↘473 | ↘458 | ↘448 |
| 2017 | 2018 | 2019 | 2020 | 2021 | 2023 | 2024 |
| ↘438 | ↘418 | ↘407 | ↘398 | ↘320 | ↘302 | ↘295 |

## Состав сельского поселения
| № | Населённый пункт | Тип населённого пункта       | Население |
| - | ---------------- | ---------------------------- | --------- |
| 1 | Билютай          | село, административный центр | ↘295      |